# Ipothalia cambodgensis
Ipothalia cambodgensis är en skalbaggsart som beskrevs av J. Linsley Gressitt och Yves Rondon 1970. Ipothalia cambodgensis ingår i släktet Ipothalia och familjen långhorningar. Inga underarter finns listade i Catalogue of Life.